# Lijst van vlaggen van Noorwegen
Dit is een lijst van vlaggen van Noorwegen.

## Nationale vlag (perFIAV-codering)
|          | Civiele vlag | Staatsvlag | Oorlogsvlag |
| -------- | ------------ | ---------- | ----------- |
| Te land  | · ?          | · ?        | · ?         |
| Te water | · ?          | · ?        | · ?         |

## Vlaggen van overheidsdiensten
| Vlag                                                                                | Periode | Functie                                                                             | Beschrijving |
| ----------------------------------------------------------------------------------- | ------- | ----------------------------------------------------------------------------------- | ------------ |
| Vlag van Noorse Reddingsvereniging ter Zee (Norsk Selskab til Skipbrudnes Redning). |         | Vlag van Noorse Reddingsvereniging ter Zee (Norsk Selskab til Skipbrudnes Redning). |              |

## Militaire vlaggen
De oorlogsvlag is reeds in de eerste tabel te vinden.

### Marine
| Vlag                                                     | Periode | Functie                                                  | Beschrijving                                                                    |
| -------------------------------------------------------- | ------- | -------------------------------------------------------- | ------------------------------------------------------------------------------- |
| Geus                                                     |         | Geus                                                     | Een vierkante versie van de Noorse vlag.                                        |
| Vlag van de rang van admiraal.                           |         | Vlag van de rang van admiraal.                           | Noorse staats-/oorlogsvlag met vier witte sterren.                              |
| Vlag van de rang van viceadmiraal.                       |         | Vlag van de rang van viceadmiraal.                       | Noorse staats-/oorlogsvlag met drie witte sterren.                              |
| Vlag van de rang van schout-bij-nacht.                   |         | Vlag van de rang van schout-bij-nacht.                   | Noorse staats-/oorlogsvlag met twee witte sterren.                              |
| Vlag van de rang van commodore.                          |         | Vlag van de rang van commodore.                          | Noorse staats-/oorlogsvlag met één witte ster.                                  |
| Vlag van de rang van kapitein.                           |         | Vlag van de rang van kapitein.                           | Driehoek met inkeping in de kleuren van de Noorse vlag.                         |
| Vlag van de rang van onderofficier.                      |         | Vlag van de rang van onderofficier.                      | Rode driehoekige vlag.                                                          |
| Oorlogswimpel, gebruikt door officieren zonder rangvlag. |         | Oorlogswimpel, gebruikt door officieren zonder rangvlag. | Een lange, zeer smalle, gespleten scheepsvaan in de kleuren van de Noorse vlag. |

### Landmacht
| Vlag                                     | Periode | Functie                                  | Beschrijving                                      |
| ---------------------------------------- | ------- | ---------------------------------------- | ------------------------------------------------- |
| Vlag van de rang van generaal.           |         | Vlag van de rang van generaal.           | Noorse staats-/oorlogsvlag met vier gele sterren. |
| Vlag van de rang van luitenant-generaal. |         | Vlag van de rang van luitenant-generaal. | Noorse staats-/oorlogsvlag met drie gele sterren. |
| Vlag van de rang van majoor-generaal.    |         | Vlag van de rang van majoor-generaal.    | Noorse staats-/oorlogsvlag met twee gele sterren. |
| Vlag van de rang van brigadier.          |         | Vlag van de rang van brigadier.          | Noorse staats-/oorlogsvlag met één gele ster.     |

### Onderscheidingsvlaggen
| Vlag | Periode      | Functie                           | Beschrijving                                                      |
| ---- | ------------ | --------------------------------- | ----------------------------------------------------------------- |
|      | 1905 - 1937  | Vlag van de Minister van Defensie | Staatsvlag met een witte leeuw uit het wapenschild in het kanton. |
|      | 1937 - heden | Vlag van de Minister van Defensie | Staatsvlag met een witte leeuw uit het wapenschild in het kanton. |

## Vlaggen van etnische groepen
| Vlag                                               | Periode      | Functie                                            | Beschrijving                      |
| -------------------------------------------------- | ------------ | -------------------------------------------------- | --------------------------------- |
| Vlag van de Samen in Finland, Noorwegen en Zweden. | 1986 - heden | Vlag van de Samen in Finland, Noorwegen en Zweden. | Zie het artikel Vlag van de Samen |